# Andrej Ivanovič Osterman

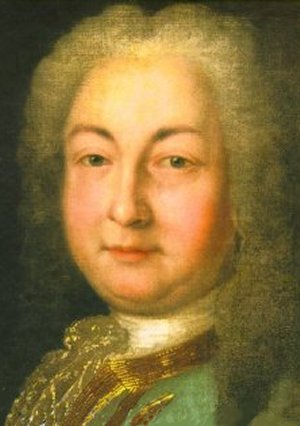
Andrej Ivanovič Osterman

Il conte Andrej Ivanovič Osterman, in tedesco Heinrich Johann Friedrich Ostermann (Bochum, 9 giugno 1686 – Berezov, 31 maggio 1747), è stato un politico tedesco naturalizzato russo.

## Biografia
Nacque a Bochum, in Germania, in seno ad una famiglia di ricchi proprietari terrieri calvinisti da poco associati alla nobiltà (1621) e il vero nome del conte Osterman era Heinrich Johann Friedrich von Ostermann. Inoltre, sostenne l'ascensione di Pietro II al trono di Russia con Vasilij Lukič Dolgorukov e Gavriil Ivanovič Golovkin.
Osterman divenne segretario dell'ammiraglio olandese Cornelis Kruse, e con questo emigrò in Russia per mettersi al servizio dello zar Pietro I, che vedendo il giovane aristocratico tedesco portato per le lingue europee e abile diplomatico, lo rese prima intendente del generale Boris Petrovič Šeremetev, all'epoca il più influente uomo di corte e militare russo, e poi segretario del barone Pëtr Pavlovič Šafirov, che Osterman assisté durante i difficili trattati diplomatici con il Primo Ministro svedese barone Georg Heinrich von Görtz, che si conclusero con la Pace del Prut nel 1711.
Intanto Osterman aveva avuto il compito di commissario d'inchiesta nei porti militari russi sul Golfo di Helsinki e poi quello di ispettore militare presso le truppe regolari ed ausiliarie cosacche del generale conte Anikita Ivanovič Repnin in Ucraina.
Passo importante della carriera politica di Osterman fu la conclusione della Pace di Nystad sempre con gli svedesi. Inoltre fu proprio Osterman ad introdurre insieme a Aleksej Michajlovič Čerkasskij la Tavola dei ranghi della Russia Imperiale durante il regno di Caterina I, che lo nominò conte e cavaliere dell'Ordine di Sant'Andrea. Sostenne poi l'ascesa al trono russo di Pietro II come Gavriil Ivanovič Golovkin e Vasilij Lukič Dolgorukov.
Fu inoltre uno strenuo sostenitore della monarchia costituzionale nella sua forma più primitiva, rendendo i consiglieri indispensabili allo zar. Inoltre promosse i commerci, riformò le leggi russe e intraprese rapporti diplomatici con la Sublime porta e la Persia. Fu inoltre fautore delle guerre d'espansione contro la Polonia e la Turchia.
Durante la reggenza di Anna Leopoldovna di quello che sarà poi Ivan VI di Russia, il conte Osterman, come vicecancelliere di Russia, tentò un'alleanza con l'Austria contro i nemici interni e per indebolire la già stremata rivale Svezia; inoltre, sotto la guida del conte James Bruce, d'origine scozzese e di Peter Lacy, rafforzò le fortificazioni costiere sul Golfo di Riga, sul Golfo di Helsinki e al confine con la Finlandia.
Il 6 dicembre 1741 fu coinvolto nel colpo di Stato condotto da Elisabetta di Russia (vedi sezione La Rivoluzione di Palazzo del 1741), che eliminò ogni valenza politica di Osterman, che accusato di corruzione e intrighi, fu esiliato in Siberia, dove morì sei anni dopo.